# Томас Моргенштерн
Томас Моргенштерн, познат и као Морги, је бивши ски-скакач из Аустрије, олимпијским, светски шампион, победник светског купа и турнеје четири скакаонице, проглашаван за најбољег спортисту Аустрије.
Рођен је 30. октобра 1986. године у Спиталу на Драви, Аустрија. Дебитовао је у сезони 2002 — 2003, када је имао само 16 година. Током Зимских Олимпијских игара 2006. године, индивидуално на великој скакаоници и са аустријским тимом је освојио златну медаљу.
Када је 30. новембра 2007. године почела нова сезона скијашких скокова, Моргенштерн је победио на скакаоници у Кусаму, и однео је победе на наредних шест такмичења, што је светски рекорд. Претходни рекорд поставили су фински скакачи Јане Ахонен и Мати Хаутамеки.